# Raymond Foucart
Raymond Albert Célestin Foucart (Brussel, 21 juni 1872 - Schaarbeek, 1 april 1941) was een Belgisch volksvertegenwoordiger en burgemeester.

## Levensloop
Foucart was architect. Nog heel wat van zijn bouwwerken zijn in Brussel en Schaarbeek aan te treffen. Onder meer:
- Van Ostadestraat, 15,
- Clmayslaan, 50,
- Huart Hamoirlaan 83, 83a, 85, 87, 87a, 97,
- Newtonlaan 21,
- schoolgebouw de Calvoet (verdwenen).

Hij werd politiek actief in Schaarbeek. Hij werd er gemeenteraadslid in 1912, schepen in 1919 en burgemeester van 1921 tot 1927.
In 1930 werd hij liberaal volksvertegenwoordiger voor het arrondissement Brussel, in opvolging van de overleden Maurice Lemonnier. Hij vervulde dit mandaat tot in 1936.
In Schaarbeek is er een Raymond Foucartlaan.